# Haux (Pireneje Atlantyckie)
Haux – miejscowość i gmina we Francji, w regionie Nowa Akwitania, w departamencie Pireneje Atlantyckie.
Według danych na rok 1990 gminę zamieszkiwało 99 osób, a gęstość zaludnienia wynosiła 6 osób/km² (wśród 2290 gmin Akwitanii Haux plasuje się na 1077. miejscu pod względem liczby ludności, natomiast pod względem powierzchni na miejscu 678.).